# Ucho (architektura)

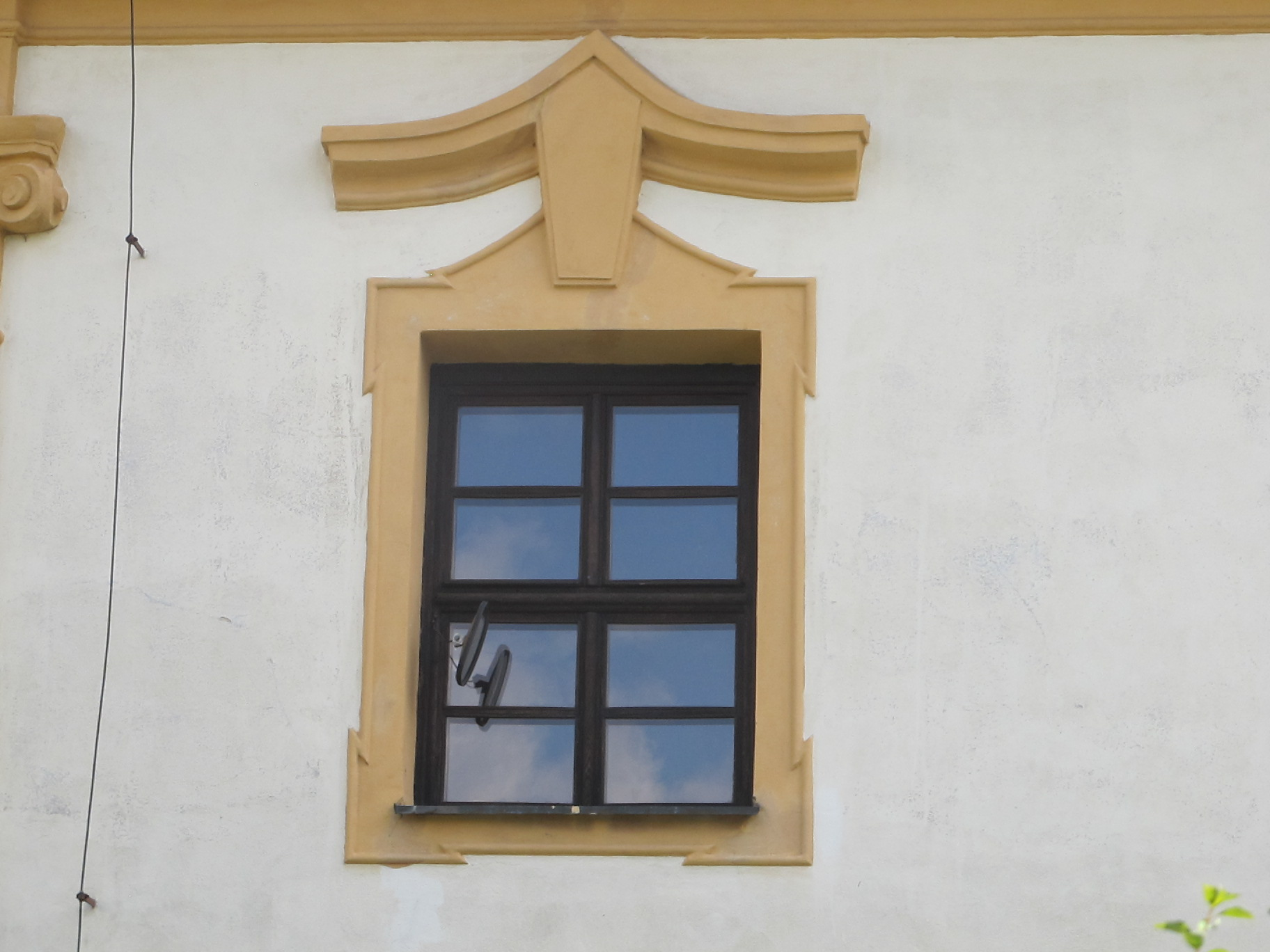
Barokní okno s ušima v horních i dolních rozích

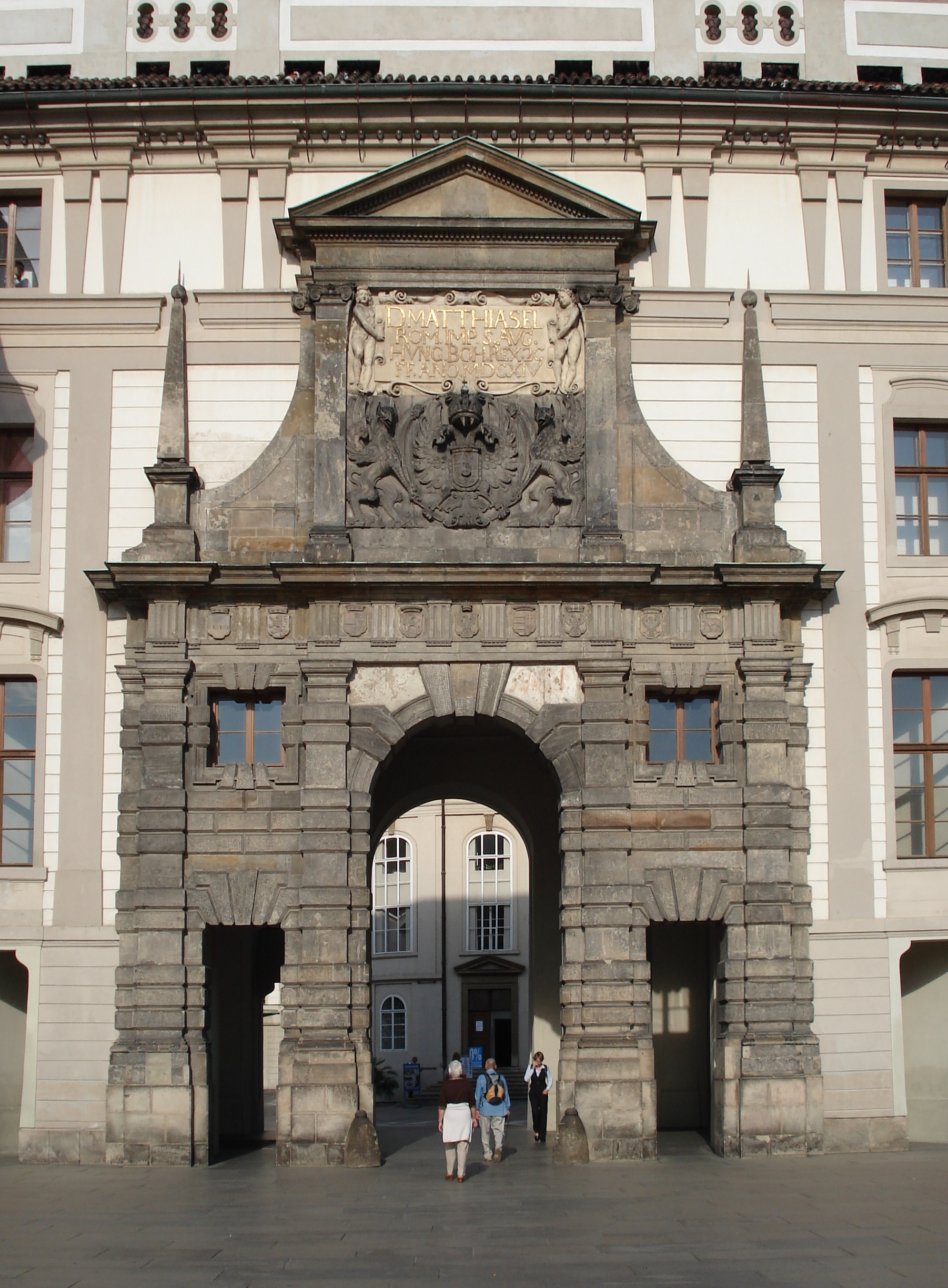
Raně barokní okna Matyášovy brány (uši v horních rozích)

Ucho je v architektuře ozdobné rozšíření horních (někdy i dolních) rohů kamenného nebo štukového rámování, tzv. šambrány, okna nebo portálu. Tento prvek se uplatňuje v renesanci, baroku a klasicismu.

## Využití
Pro pozdně renesanční okno je typická nadokenní římsa nebo profilovaná šambrána s ušima. U barokních oken se často objevuje štukově dekorovaná šambrána s ušima (pro rané baroko jsou typické pravouhlé uši spojené s kapkami). I klasicistní okna využívají často uší, orámována ale bývají jen prostou lištou.